# Фрай, Чарльз Берджесс
Чарльз Бе́рджесс Фрай (англ. Charles Burgess Fry), также известный как Си Би Фрай (англ. C. B. Fry) или Ча́рли Фрай (англ. Charlie Fry; 25 апреля 1872 — 7 сентября 1956) — английский крикетист, футболист, спортивный комментатор, учитель, политик, писатель, журналист и издатель. Выступал за сборные Англии и по крикету, и по по футболу, сыграл в финале Кубка Англии по футболу за «Саутгемптон» и повторил мировой рекорд по прыжкам в длину. Его описывали как одного из самых «всесторонне одарённых англичан всех времён».

## Образование
Фрай родился в Кройдоне в семье государственного служащего. Окончил Рептонскую школу, а затем Уодем-колледж Оксфордского университета. Специализировался на антиковедении. Во время учёбы в Рептоне выиграл школьные награды по стихосложению на греческом, латыни, по прозе на латыни и по французскому языку. Ему плохо давалась математика, и он получил разрешение директора школы изучать Фукидида вместо математики.
В Рептоне ещё 13-летний Фрай начал играть за футбольную команду школы. Позднее стал капитаном школьных команд по крикету и футболу, также выступал за легкоатлетические команды. В возрасте 16 лет сыграл за «Кэжуалз» в Кубке Англии.
Во время учёбы в Уодем-колледже Фрай выступал за футбольную команду Оксфордского университета — «Оксфорд Юниверсити». Также представлял Оксфорд на соревнованиях по крикету и лёгкой атлетике. Мог сыграть и за регбийную команду университета, однако сделать это ему помешала травма. Выступая за оксфордские спортивные команды, Фрай получил большую известность. Им заинтересовался писатель и карикатурист Макс Бирбом. Когда Фраю был всего 21 год, журнал Vanity Fair опубликовал карикатуру на него в выпуске от 19 апреля 1894 года с комментарием: «Иногда его называют „C.B.“, но недавно его предложили называть „Карл III“».
В свой последний семестр в Оксфорде Фрай пережил свой первый (в череде последовавших) нервный срыв. Во время учёбы в Оксфорде он набрал много долгов. Чтобы расплатиться с ними, он писал статьи (в том числе в журнал Wisden Cricketers' Almanack), занимался частным репетиторством и даже позировал обнажённым. Однако денег всё равно не хватало. Он решил заняться крикетом, чтобы заработать, и покинул университет в 1895 году с низкими оценками.

## Личная жизнь
В 1898 году Фрай женился на Беатрис Холм Самнер (англ. Beatrice Holme Sumner) (1862—1946), дочери Артура Холма Самнера. У семейной пары было трое детей. Беатрис была старше Чарльза на десять лет, она была «пламенной, волевой, агрессивной» личностью, «жестокой и доминирующей», и Фрай «жил в страхе перед ней» на протяжении всего брака. Их брак считали несчастливым. После смерти Беатрис в 1946 году её муж и даже дети «почувствовали, что они теперь свободны». Их сын Стивен Фрай заявил: «Моя мать разрушила жизнь моему отцу». Стивен Фрай и его сын Чарльз Фрай также стали крикетистами.

## Спортивная карьера
Помимо крикета, футбола, лёгкой атлетики и регби (подробности приведены ниже), Фрай имел спортивные успехи в толкании ядра, метании молота и катании на коньках. Он представлял Уодем в соревнованиях колледжей по гонкам на льду озера Бленхейм зимой 1894/1895 годов. Также он был опытным гольфистом.

### Крикет

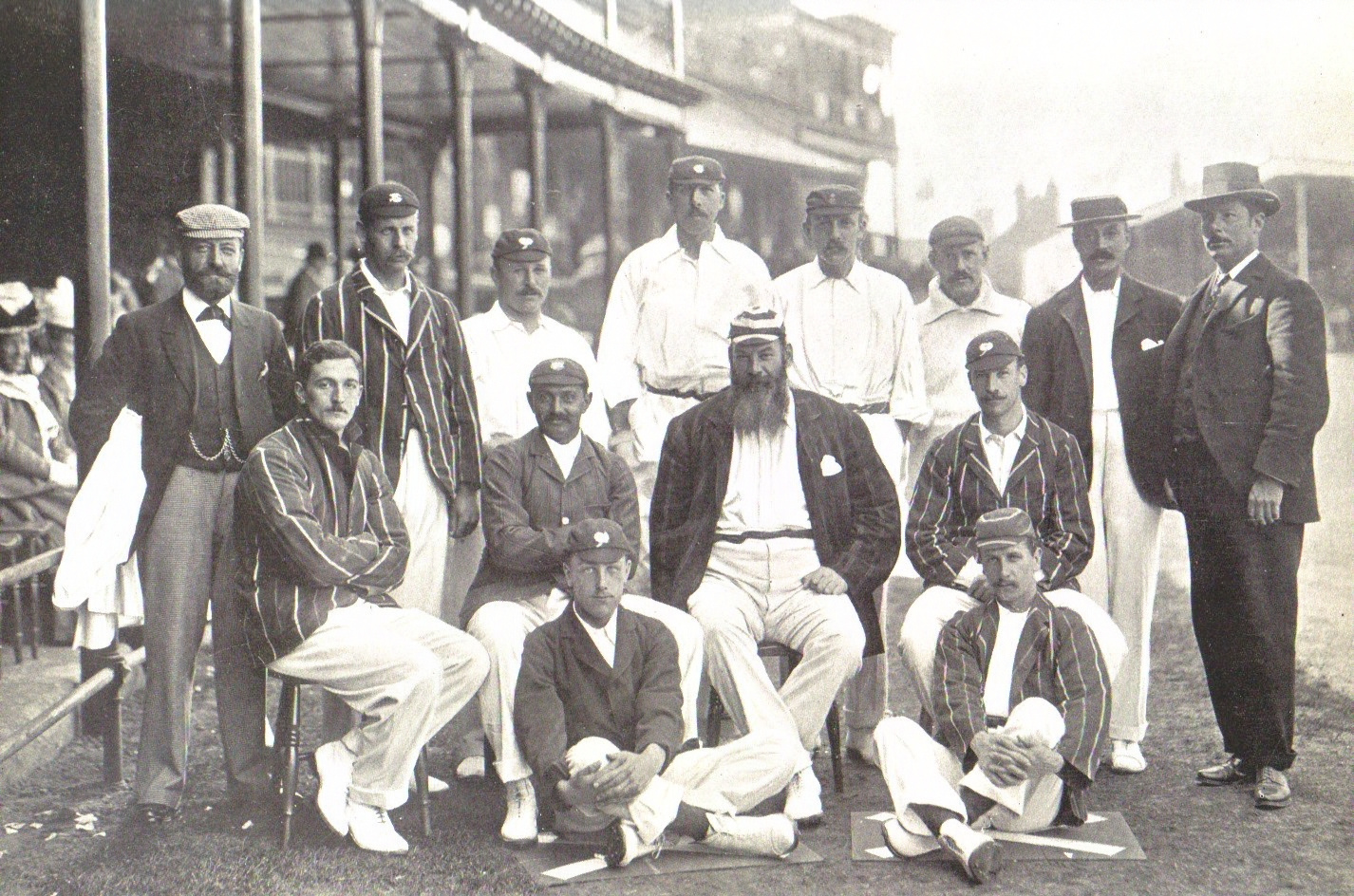
Крикетная команда Англии перед матчем против Австралии (1899). Чарльз Берджесс Фрай первый слева в среднем ряду

В 1891 году Фрай сыграл за крикетный клуб графства Суррей. С 1892 по 1895 год выступал за крикетный клуб Оксфордского университета, с 1894 по 1908 — за крикетный клуб графства Суссекс (был капитаном команды с 1904 по 1908 год), с 1909 по 1921 год — за крикетный клуб графства Хэмпшир. В сезоне 1895/96 получил свой первый вызов в крикетную сборную Англии для участия в турне по Южной Африке. В 1912 году провёл свои последние шесть матчей за крикетную сборную Англии.
После завершения спортивной карьеры Фрай был комментатором крикетных матчей, его называли «одним из самых красноречивых крикетных комментаторов всех времён».

### Лёгкая атлетика

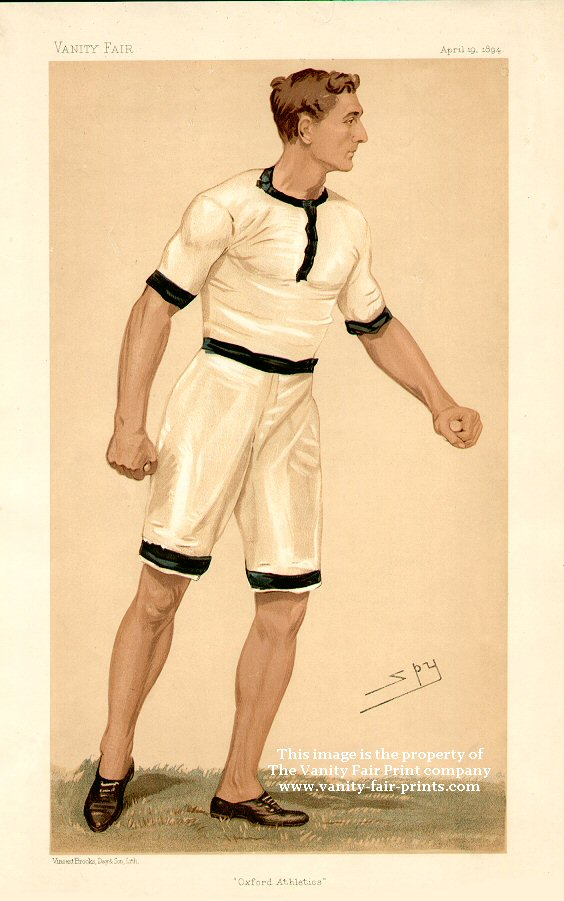
Карикатура Spy на Фрая в Vanity Fair (1894)

Фрай выступал за команду Оксфордского университета по лёгкой атлетике на протяжении четырёх лет с 1892 по 1895 год. В соревнованиях против Кембриджского университета он участвовал в прыжках в длину (1892, 1893, 1894 и 1895), в прыжках в высоту (1892), в беге на 100 ярдов (1893, 1894). В 1892 году Фрай побил рекорд Великобритании по прыжкам в длину, прыгнув на 23 фута и 5 дюймов (7,14 метра), а год спустя, 4 марта 1893 года, повторил мировой рекорд, прыгнув на 23 фута 6,5 дюймов (7,176 метра). Мировой рекорд по прыжкам в длину был побит в сентября 1894 года ирландцем Дж. Дж. Муни, а университетский рекорд Фрая продержался 21 год и был побит Х. С. О. Ашингтоном из Кембриджского университета, прыгнувшим на три четверти дюйма дальше.
Фрай также занимался бегом с барьерами. Он был президентом атлетического клуба Оксфордского университета в 1894 году.

### Футбол
В футболе Фрай выступал на позиции фулбека (защитника), выделяясь очень высокой скоростью. Он начал играть футбол во время учёбы в Рептонской школе, где был капитаном школьной команды по футболу. Ещё во время учёбы в Рептоне Фрай сыграл за «Кэжуалз» в Кубке Англии — на тот момент ему было 16 лет. С 1892 года выступал за клуб «Оксфорд Юниверсити», в 1894 году был капитаном команды. С 1891 года выступал за знаменитый любительский клуб «Коринтиан», сыграв за него в общей сложности 74 матча с 1891 по 1903 год и забив 4 гола. В 1900 году Фрай стал игроком профессионального футбольного клуба «Саутгемптон», на тот момент выступавшего в Южной футбольной лиге. Его дебют за «святых» состоялся 26 декабря 1900 года в матче против «Тоттенхэм Хотспур». В сезоне 1900/01 Фрай помог команде стать чемпионом Южной лиги.
Манера игры Фрая была слишком утончённой для «суматохи профессионального футбола»: он никогда не любил верховую борьбу, хотя и специально работал над игрой головой.
9 марта 1901 года Фрай провёл свой единственный матч за футбольную сборную Англии (вместе с другим игроком «Саутгемптона» Джеком Робинсоном, игравшим на позиции вратаря). Это была игра против сборной Ирландии на стадионе «Делл» в Саутгемптоне, в которой англичане победили со счётом 3:0.
В сезоне 1901/02 Фрай помог «Саутгемптону» дойти до финала Кубка Англии, в котором «святые» встретились с клубом «Шеффилд Юнайтед». Матч завершился вничью со счётом 1:1, а в переигровке «Саутгемптон» проиграл со счётом 1:2. Фрай сыграл во всех восьми матчах Кубка Англии в том сезоне и в 9 матчах Южной лиги. В сезоне 1902/03 Фрай дважды сыграл на позиции центрфорварда, но неудачно, и «Саутгемптон» решил расстаться с игроком. Всего Фрай провёл за клуб 25 официальных матчей. После этого он перешёл в «Портсмут», дебютировав за «помпи» 21 января 1903 года, однако провёл за команду только 3 матча, и в том же 1903 году завершил футбольную карьеру из-за травмы.

### Регби

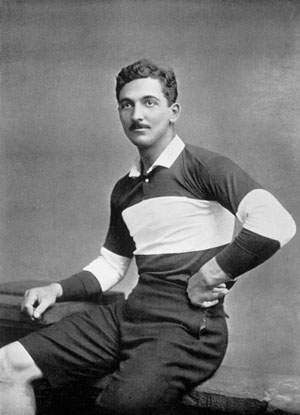
Фрай в форме «Барбарианс»

Фрай играл за регбийный клуб «Оксфорд Юниверсити», а также за «Блэкхит», за который он провёл 10 матчей, и за «Барбарианс», за который он провёл 3 матча. В апреле 1892 года регбийный клуб «Барбарианс» сыграл против футбольного клуба «Кортинтиан» в «мультиспортивном» турнире. В футбольном матче «Коринтиан» победил со счётом 6:0, в регбийном матче «Коринтиан» также одержал победу со счётом 16:13. Затем состоялся турнир по лёгкой атлетике, победу в котором одержал Чарльз Берджесс Фрай (занявший первое место в прыжке в длину и прыжке в высоту). Последним состязанием стал крикетный матч, в котором Фрай сыграл за команду «Коринтиан» вместе с Джорджем Коттериллом, Тинзли Линдли и Чарльзом Рефордом-Брауном.
Фрай получил вызов на регбийный матч между командами «юга против севера» в качестве резервного игрока, но так как замен на тот момент не было, не принял в нём участия.

### Акробатика
Фрай был известен акробатическим трюком в виде прыжка на каминную полку. Он вставал лицом к камину, приседал, прыгал вверх, поворачивался в воздухе на 180 градусов, и приземлялся ногами на каминную полку. Во время гостевых визитов его часто убеждали исполнить этот трюк для забавы публики.

## Вне спорта

### Преподавательская деятельность
В 1896 году Фрай занял должность преподавателя в знаменитой школе Чартерхаус. Два года спустя он оставил преподавание, занявшись журналистикой. Позднее он вспоминал: «Я мог зарабатывать журналистикой в три раза больше, тратя на это в десять раз меньше времени». В декабре 1908 года он стал капитаном-суперинтендантом мореходной школы «Training Ship Mercury». Школой с 1885 по 1946 год управляла его жена Беатрис Холм Самнер совместно со своим любовником (и отцом её внебрачных детей), богатым банкиром Чарльзом Хоаром. Она подвергала обучающихся мальчиков «варварским» наказаниям, включая жестокую порку и боксёрские поединки, применявшиеся как метод наказания. Фрай работал в школе «Меркьюри» до 1950 года. Он получил звание капитана Королевского военно-морского резерва (Royal Naval Reserve).

### Политика

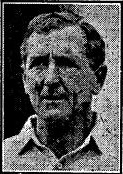
Ч. Б. Фрай в начале 1920-х годов

Фрай начал интересоваться политикой ещё во время учёбы в Уодем-колледже. Он говорил: «Я проявляю большой интерес к куче вещей, в которых не разбираюсь… например, к политике».
В 1920 году, когда друг Фрая и коллега-крикетист Ранджитсинжи стал представителем Индии в Лиге Наций, он пригласил с собой в Женеву Чарльза Берджесса в качестве помощника. Во время работы на Ранджитсинжи Фраю предлагали занять королевский трон Албании. Делегация из Албании искала «английского джентльмена», доход которого составлял 10 тысяч фунтов стерлингов. Первому критерию Фрай соответствовал, второму — нет.
Фрай был кандидатом Либеральной партии от Брайтона на выборах 1922 года, но проиграл кандидату от «тори», набрав 24,7 % голосов.
В 1923 году баллотировался от Банбери, но тоже проиграл — ему не хватило только 219 голосов. В 1924 году проиграл Оксфордские дополнительные выборы.
| Парламентские выборы 1922 года: Брайтон | Парламентские выборы 1922 года: Брайтон | Парламентские выборы 1922 года: Брайтон | Парламентские выборы 1922 года: Брайтон | Парламентские выборы 1922 года: Брайтон | Парламентские выборы 1922 года: Брайтон |
| Партия                                  | Партия                                  | Кандидат                                | Голоса                                  | %                                       | ±%                                      |
| --------------------------------------- | --------------------------------------- | --------------------------------------- | --------------------------------------- | --------------------------------------- | --------------------------------------- |
|                                         | Консервативная                          | Джордж Клемент Трайон                   | 28 549                                  | 32,0                                    |                                         |
|                                         | Консервативная                          | сэр Алфред Купер Росон                  | 26 844                                  | 30,0                                    |                                         |
|                                         | Либеральная                             | Чарльз Берджесс Фрай                    | 22 059                                  | 24,7                                    |                                         |
|                                         | Независимый юнионист                    | Х. Уитер                                | 11 913                                  | 13,3                                    |                                         |
| Большинство                             | Большинство                             | Большинство                             | 4785                                    | 5,3                                     |                                         |
| Явка                                    | Явка                                    | Явка                                    |                                         | 70,1                                    |                                         |
|                                         | Консервативная (удержание)              | Консервативная (удержание)              | Свинг                                   |                                         |                                         |

| Парламентские выборы 1923 года: Банбери | Парламентские выборы 1923 года: Банбери | Парламентские выборы 1923 года: Банбери | Парламентские выборы 1923 года: Банбери | Парламентские выборы 1923 года: Банбери | Парламентские выборы 1923 года: Банбери |
| Партия                                  | Партия                                  | Кандидат                                | Голоса                                  | %                                       | ±%                                      |
| --------------------------------------- | --------------------------------------- | --------------------------------------- | --------------------------------------- | --------------------------------------- | --------------------------------------- |
|                                         | Консервативная                          | Алберт Джеймс Эдмондсон                 | 12 490                                  | 45,8                                    | −0,7                                    |
|                                         | Либеральная                             | Чарльз Берджесс Фрай                    | 12 271                                  | 45,0                                    | +15,6                                   |
|                                         | Лейбористская партия Великобритании     | Эрнест Нейтаниел Беннетт                | 2500                                    | 9,2                                     | −14,9                                   |
| Большинство                             | Большинство                             | Большинство                             | 219                                     | 0,8                                     | −16,3                                   |
| Явка                                    | Явка                                    | Явка                                    | 27 261                                  | 76,0                                    | −0,4                                    |
|                                         | Консервативная (удержание)              | Консервативная (удержание)              | Свинг                                   | −8,2                                    |                                         |

| Оксфордские дополнительные выборы 1924 года | Оксфордские дополнительные выборы 1924 года                   | Оксфордские дополнительные выборы 1924 года                   | Оксфордские дополнительные выборы 1924 года | Оксфордские дополнительные выборы 1924 года | Оксфордские дополнительные выборы 1924 года |
| Партия                                      | Партия                                                        | Кандидат                                                      | Голоса                                      | %                                           | ±%                                          |
| ------------------------------------------- | ------------------------------------------------------------- | ------------------------------------------------------------- | ------------------------------------------- | ------------------------------------------- | ------------------------------------------- |
|                                             | Консервативная                                                | Роберт Борн                                                   | 10 079                                      | 47,8                                        | +3,9                                        |
|                                             | Либеральная                                                   | Чарльз Берджесс Фрай                                          | 8237                                        | 39,1                                        | −17,0                                       |
|                                             | Лейбористская партия Великобритании                           | Кеннет Мартин Линдзи                                          | 2769                                        | 13,1                                        | н/д                                         |
| Большинство                                 | Большинство                                                   | Большинство                                                   | 1842                                        | 8,7                                         | н/д                                         |
| Явка                                        | Явка                                                          | Явка                                                          | 21 085                                      | 80,3                                        |                                             |
|                                             | Консервативная (перехват у Либеральная партия Великобритании) | Консервативная (перехват у Либеральная партия Великобритании) | Свинг                                       | +10,5                                       |                                             |

### Писательская, журналистская и издательская деятельность
Ч. Б. Фрай написал ряд книг, в том числе:
- The Book of Cricket: A New Gallery of Famous Players (1899) — редактор[87]
- Giants of the Game: Being Reminiscences of the Stars of Cricket from Daft Down to the Present Day (c. 1900)
- Great Batsmen: Their Methods at a Glance (1905)[88]
- Great Bowlers and Fielders: Their Methods at a Glance (1907)
- A Mother’s Son (1907)[89]
- Cricket: Batsmanship (1912)
- Key-Book of The League of Nations.[90]
- Life Worth Living: Some Phases Of An Englishman (1939) — автобиография [85]
- Cricket on the Green For Club And Village Cricketers And For Boys (1947).

Считается, что Фрай также написал большую часть «Юбилейной книги крикета» (англ. The Jubilee Book of Cricket) 1897 года. Он написал предисловия для многих книг по крикету, статьи на тему футбола и крикета для журнала The Strand Magazine в начале XX века. В 1930-е годы был колумнистом лондонской газеты Evening Standard, благодаря чему наблюдался рост популярности газеты. Он был основателем и редактором «Журнала Ч. Б. Фрая» (англ. C. B. Fry's Magazine), где рекламировал игрушки, например, диаболо.
С 1936 года работал крикетным комментатором на Би-би-си. В 1946 году комментировал тестовые матчи между сборными Англии и Индии на BBC Radio.

## Поздние годы
В 1920-е годы у Фрая развились психические проблемы. У него был нервный срыв ещё в финальный год его обучения в Оксфорде, из-за чего он окончил университет с низким баллом. К концу 1920-х годов нервные срывы участились, он стал страдать от паранойи. В 1928 году во время визита в Индию он был убеждён, что индиец наложил на него проклятие. На протяжении оставшейся жизни одевался в странную, неподходящую одежду. Однажды в Брайтоне во время утренней прогулки по пляжу он внезапно снял с себя всю одежду и гулял абсолютно голым.
В 1934 году он посетил Германию с целью укрепления связей между бойскаутами Великобритании и гитлерюгендом. Фрай лично встречался с Адольфом Гитлером, они обменялись нацистскими приветствиями. Фраю не удалось убедить Риббентропа развить в Германии крикет до уровня тестовых матчей. Некоторых членов гитлерюгенда приняли в школе «Меркьюри», где работал Фрай, и даже в 1938 году он был увлечён идеей о сотрудничестве юношеских организаций. Хвалебные замечания Фрая о Гитлере сохранились даже в третьем издании его автобиографии в июле 1941 года, но исчезли из четвёртого издания 1947 года.
В 1950 году Фрай покинул свою должность в школе «Меркьюри», а шесть лет спустя, в 1956 году, умер в Хампстеде (Лондон). Невилл Кардус отметил в некрологе для «Гардиан», что Фрай был одним из «наиболее полно развитых и представительных англичан» своего времени и задался вопросом, «не достиг бы он высот в политике или критической литературе», если бы сосредоточился на умственной деятельности, не отвлекаясь на крикет, в котором он был мастером. По мнению Кардусса, Фрай принадлежал к «эпохе, не одержимой специализацией», он был одним из последних представителей «английской традиции любителя, коносьера, и, в самом лучшем смысле этого слова, дилетанта».
Прах Фрая был захоронен на кладбище церкви святого Уистана в Рептоне (Дербишир). В 2008 году его внук Джонатан Фрай присутствовал на повторном освящении могилы своего деда, на которой была высечена надпись «1872 Ч. Б. Фрай 1956. Крикетист, учёный, атлет, автор — абсолютный универсал».

## Достижения
Футбольный клуб «Саутгемптон»
- Чемпион Южной лиги: 1900/01
- Финалист Кубка Англии: 1902

Сборная Англии
- Победитель Домашнего чемпионата: 1901

Два автобуса компании Brighton & Hove (429 и 829) были названы «C B Fry» в его честь.